# Most Akashi Kaikyo
Most Akashi Kaikyo (jap. 明石海峡大橋 Akashi Kaikyō Ōhashi) ili Biserni most viseći je most koji povezuje japanski grad Kobe s otokom Awayi. Izgradnja je dovršena 1998. i ima drugi najduži središnji raspon na svijetu, od 1,991 m. Bio je to najduži viseći most na svijetu u vrijeme otvaranja dok nije sagrađem most Çanakkale 1915 u Turskoj u ožujku 2022. Ovaj cestovni most sa šest traka povezuje grad Kobe, na glavnom otoku Honshu, s Iwayom, na otoku Awaya, koji je povezan (putem mosta Onaruto preko tjesnaca Naduto) s otokom Shikoku na jugozapadu. Ova dva mosta, zajedno s velikim mostom Seto između Kojime (Honshu) i Sakaide (Shikoku), glavna su komponenta projekta mosta Honshu-Shikoku preko unutarnjeg Japanskog mora.
Most Akashi Kaikyo ima tri raspona. Središnji raspon dugačak je 1,991 m, a svaki od dva bočna raspona ima 960 m. Dva glavna potporna tornja stoje 297 m iznad površine tjesnaca, što ga čini jednim od najviših mostova na svijetu. Središnji raspon izvorno je projektiran, da bude dugačak 1,990 m, ali je potres u Kobeu 1995. prouzročio da dva tornja, koja su još bila u izgradnji, budu udaljena dodatni 1 metar.
Most Akashi Kaikyo nalazi se u seizmički nestabilnom području koje također doživljava neke od najjačih oluja na Zemlji. Stoga su inženjeri upotrijebili složeni sustav protuutega, klatna i čeličnih rešetki kako bi most mogao izdržati vjetrove do 290 km na sat. Unatoč tim odbojnicima, most se može proširiti i skupiti nekoliko metara u jednom danu. Izazovi koje postavlja most nadahnuli su inovacije u zračnim tunelima i tehnologiji izrade kabela.